# Aeroportul Meghauli
Aeroportul Meghauli (IATA: MEY, ICAO: VNMG) este un aeroport din Central Development Region⁠(d), Nepal ce deservește zona Meghauli⁠(d). A fost numit după zona deservită.
Situat la o altitudine de 183 m, aeroportul dispune de o singură pistă.